# Massacro del Circeo
Il massacro del Circeo (detto anche delitto del Circeo) è un caso di rapimento, stupro e omicidio avvenuto nel comune italiano di San Felice Circeo, provincia di Latina (sul litorale pontino, nella zona dell'omonimo promontorio sul mar Tirreno) tra il 29 e il 30 settembre 1975. 
Le vittime furono due giovani amiche, Donatella Colasanti (Roma, 1958-2005) e Rosaria Lopez (Roma, 1956-1975), che furono attirate con l'inganno da Gianni Guido, Angelo Izzo e Andrea Ghira in una villa di proprietà della famiglia di quest'ultimo, col pretesto di una festa, e lì stuprate e poi torturate allo scopo di ucciderle. Rosaria morì e Donatella riuscì a sopravvivere.

## Storia
I tre responsabili del crimine erano di agiate famiglie romane: Andrea Ghira, ventiduenne, era figlio dell'imprenditore edile e campione olimpico di pallanuoto Aldo Ghira; Angelo Izzo, ventenne, era studente di medicina; Giovanni Guido, detto "Gianni", diciannovenne, studiava invece architettura.
Ghira e Izzo avevano precedenti penali: due anni prima del massacro, i due avevano compiuto insieme una rapina a mano armata per la quale Ghira dovette scontare venti mesi nel carcere di Rebibbia, mentre Izzo fu prosciolto per insufficienza di prove; Izzo, inoltre, nel 1974 aveva violentato due ragazzine insieme a due amici e perciò era stato condannato a due anni e mezzo di reclusione, mai scontati a seguito di sospensione condizionale della pena. Ghira dal canto suo si proclamava ammiratore del capo del clan dei marsigliesi Jacques Berenguer. Tutti e tre i ragazzi erano militanti di movimenti neofascisti.
Tutto è cominciato una settimana fa, con l'incontro con un ragazzo all'uscita del cinema che diceva di chiamarsi Carlo, lo scambio dei numeri di telefono e la promessa di vederci all'indomani insieme ad altri amici. Con Carlo così, vengono Angelo e Gianni, chiacchieriamo un po', poi si decide di fare qualcosa all'indomani, io dico che non avrei potuto, allora si fissa per lunedì. L'appuntamento è per le quattro del pomeriggio. Arrivano solo Angelo e Gianni, Carlo, dicono, aveva una festa alla sua villa di Lavinio, se avessimo voluto raggiungerlo… ma a Lavinio non arrivammo mai. I due a un certo punto si fermano a un bar per telefonare a Carlo, così dicono; quando Gianni ritorna in macchina dice che l'amico avrebbe gradito la nostra visita e che andassimo pure in villa che lui stava al mare. La villa era al Circeo e quel Carlo non arrivò mai. I due si svelano subito e ci chiedono di fare l'amore, rifiutiamo, insistono e ci promettono un milione ciascuna, rifiutiamo di nuovo. A questo punto Gianni tira fuori una pistola e dice: "Siamo della banda dei Marsigliesi, quindi vi conviene obbedire, quando arriverà Jacques Berenguer non avrete scampo, lui è un duro, è quello che ha rapito il gioielliere Bulgari". Capiamo che era una trappola e scoppiamo a piangere. I due ci chiudono in bagno, aspettavano Jacques. La mattina dopo Angelo apre la porta del bagno e si accorge che il lavandino è rotto, si infuria come un pazzo e ci ammazza di botte, e ci separano: io in un bagno, Rosaria in un altro. Comincia l'inferno. Verso sera arriva Jacques. Jacques in realtà era Andrea Ghira, dice che ci porterà a Roma ma poi ci hanno addormentate. Ci fanno tre punture ciascuna, ma io e Rosaria siamo più sveglie di prima e allora passano ad altri sistemi. Prendono Rosaria e la portano in un'altra stanza per cloroformizzarla dicono, la sento piangere e urlare, poi silenzio all'improvviso. Devono averla uccisa in quel momento. Mi picchiano in testa col calcio della pistola, sono mezza stordita, e allora mi legano un laccio al collo e mi trascinano per tutta casa per strozzarmi, svengo per un po', e quando mi sveglio sento uno che mi tiene al petto con un piede e sento che dice: "Questa non vuole proprio morire", e giù a colpirmi in testa con una spranga di ferro. Ho capito che avevo una sola via di uscita, fingermi morta, e l'ho fatto. Mi hanno messa nel portabagagli della macchina, Rosaria non c'era ancora, ma quando l'hanno portata ho sentito chiudere il cofano e uno che diceva: "Guarda come dormono bene queste due".
(Il racconto di Donatella Colasanti)
Rosaria Lopez (19 anni, barista) e Donatella Colasanti (17 anni, studentessa) provenivano da famiglie residenti nel popolare quartiere romano della Montagnola. Le due amiche conobbero due dei tre ragazzi nel settembre 1975, pochi giorni prima del crimine, tramite un amico in comune, risultato poi estraneo al massacro. Egli le invitò a trascorrere un pomeriggio insieme al bar della torre Fungo dell'EUR: nella circostanza presentò loro Izzo e Guido; Rosaria e Donatella presero subito in simpatia i ragazzi, che davano a vedere un habitus garbato e un comportamento irreprensibile.
In occasione di questo appuntamento, rivelatosi innocuo e gradevole, Izzo e Guido proposero a Rosaria, Donatella e un'altra amica, che all'ultimo decise di non unirsi alla comitiva, di incontrarsi di lì a qualche giorno per una festa a casa dell'amico comune, ubicata a Lavinio, frazione di Anzio. Alle 18:20 del 29 settembre, Izzo e Guido, insieme a Rosaria e Donatella, arrivarono a Villa Moresca, una dimora di proprietà della famiglia di Ghira, che non avevano ancora incontrato, che sorgeva sul promontorio del Circeo, in zona Punta Rossa, nel comune di San Felice Circeo in via della Vasca Moresca. 
I ragazzi dissero alle amiche che lì avrebbero incontrato un altro amico e che poi si sarebbero recati tutti insieme a Lavinio; dopo qualche ora trascorsa a chiacchierare e ad ascoltare musica, all'improvviso Izzo e Guido cominciarono a fare esplicite avances sessuali alle ragazze, le quali non accondiscesero, provocando una reazione furiosa dei giovani: 
(Dalla deposizione di Donatella Colasanti)
Per più di un giorno e una notte le due ragazze furono violentate, seviziate, massacrate e insultate dai tre; a Izzo e Guido si era infatti aggiunto Ghira, presentatosi come "Jacques Berenguer, capo del clan dei Marsigliesi". Nel mezzo delle torture Guido si assentò momentaneamente per cenare a Roma con i suoi familiari, poi fece ritorno al Circeo e si riunì ai suoi amici aguzzini. Le ragazze furono drogate e Rosaria fu trascinata nel bagno al piano superiore della villa dove fu ulteriormente picchiata e infine affogata nella vasca da bagno. 
Fatto ciò, i tre tentarono di strangolare Donatella con una cintura e seguitarono a colpirla di prepotenza. In un momento di distrazione degli aguzzini, Donatella riuscì a raggiungere un telefono e cercò di chiedere aiuto, ma fu scoperta e ulteriormente colpita con una spranga di ferro. A quel punto ella si lasciò cadere a terra e si finse morta; credendo di aver ucciso anche lei, gli aguzzini la rinchiusero insieme al cadavere di Rosaria nel bagagliaio di una Fiat 127 bianca. I tre poi partirono alla volta di Roma, intenzionati a disfarsi dei cadaveri. 
Donatella riferì che, durante il viaggio di ritorno, i ragazzi ridevano allegramente e ascoltavano musica, facendosi beffe delle malcapitate ragazze:
Arrivati nei pressi della casa di Guido, i tre decisero di andare a cenare in un ristorante ove poi furono coinvolti in una rissa con un paio di giovani militanti comunisti incrociati per caso. Lasciarono dunque la vettura con le due ragazze che credevano morte in viale Pola, nel quartiere romano Trieste. 
Non appena gli aguzzini si furono allontanati, Donatella, pur se in preda a choc, iniziò a gridare e a sferrare colpi alle pareti del bagagliaio nel tentativo di richiamare l'attenzione. Alle 22:50, un metronotte si accorse dei rumori che provenivano dalla vettura e allertò una vicina gazzella dei carabinieri, che diede l'allarme lanciando il seguente messaggio:
Un fotoreporter, Antonio Monteforte, ascoltò il messaggio, ne intuì la natura e accorse in via Pola, potendo così fotografare l'apertura del bagagliaio e il ritrovamento di Donatella e del cadavere di Rosaria.
La ragazza superstite fu portata in ospedale, ove le furono diagnosticate diverse ferite gravi e la frattura del naso, con prognosi di oltre trenta giorni, e in aggiunta le torture le avevano cagionato gravissimi danni psicologici, da cui non si riprese mai completamente. 
Izzo e Guido furono arrestati entro poche ore, mentre Ghira, messo in allarme da una soffiata, si rese latitante; il mattino dopo i carabinieri scoprirono la madre e il fratello di quest'ultimo nei pressi dell'abitazione del Circeo e ipotizzarono che Ghira li avesse avvertiti e avesse chiesto aiuto per far sparire eventuali tracce. 
Alcuni mesi dopo Ghira scrisse una lettera, intercettata dagli inquirenti, agli amici Izzo e Guido, nella quale assicurava loro che sarebbero usciti presto "per buona condotta" e minacciava di uccidere Donatella qualora avesse testimoniato contro di loro.

## Processo
Le indagini furono affidate ai carabinieri, comandati dal maresciallo Gesualdo Simonetti, che anche grazie alle deposizioni di Donatella ricostruirono la dinamica del massacro.
Donatella, costituitasi poi parte civile contro i suoi carnefici, fu rappresentata dall'avv. Tina Lagostena Bassi. Diverse associazioni femministe si costituirono a loro volta parte civile e presenziarono al processo.
Il 29 luglio 1976 arrivò la sentenza in primo grado, che irrogò l'ergastolo senza alcuna attenuante a Izzo e Guido e, in contumacia, a Ghira. Come venne poi appurato, Ghira riuscì a fuggire in Spagna sotto il falso nome di Massimo Testa de Andres, col quale si arruolò nel Tercio (legione straniera spagnola), da cui venne espulso nel 1994 per abuso di stupefacenti. Stabilitosi a vivere a Melilla, exclave iberica in territorio marocchino, vi morì di overdose nello stesso anno e venne sepolto nel locale cimitero. La vera identità della sepoltura a nome Massimo Testa de Andres venne intuita solo nel 2005: nel dicembre di quell'anno il cadavere fu riesumato e identificato mediante esame del DNA come appartenente a Ghira.
Alcuni familiari delle vittime e la stessa Donatella tuttavia non riconobbero le conclusioni della perizia, sostenendo che le ossa esaminate appartenessero a quelle di un parente di Ghira. Tale ipotesi trova tuttavia come unico (non certo) riscontro una foto scattata dai carabinieri a Roma nel 1995, che ritrae un uomo fisicamente simile a Ghira che cammina in una zona periferica della città. Nel 2016 una nuova perizia confermò che i resti erano di Ghira.
Nella loro cella nel carcere di Latina, Izzo e Guido avevano appeso un grosso striscione formato stadio, ove campeggiava la scritta "Corso Trieste 1972 - La Vecchia Guardia". Nel gennaio 1977 presero in ostaggio una guardia carceraria e tentarono di evadere dal carcere, senza successo.

Gianni Guido (a sinistra) e Angelo Izzo durante il processo

La sentenza fu modificata in appello il 28 ottobre 1980 per Guido e ridotta a trenta anni, dopo la dichiarazione di pentimento e l'accettazione da parte della famiglia della ragazza uccisa di un risarcimento, mentre fu confermato l'ergastolo per Izzo e Ghira.
Guido riuscì pochi mesi dopo a evadere dal carcere di San Gimignano il 25 gennaio 1981 e fuggì a Buenos Aires, dove fu riconosciuto e arrestato, poco più di due anni dopo. In attesa dell'estradizione, il 17 aprile 1985 riuscì ancora a fuggire e a raggiungere il Libano. Nell'aprile 1994 fu di nuovo catturato a Panama, dove si era rifatto una vita come commerciante di autovetture, ed estradato in Italia, dopo la sua espulsione del 31 maggio 1994.
Izzo il 25 agosto 1993, approfittando di un permesso premio, si allontanò dal carcere di Alessandria e riuscì a espatriare in Francia. Venne poi catturato a Parigi a metà settembre ed estradato in Italia.

## Eventi successivi
Donatella Colasanti, per il resto della sua vita, rilasciò diverse interviste in cui raccontò la sua terribile storia. Nel 1997 affermò di aver ricevuto delle telefonate minatorie e di volere per questo Izzo in isolamento.
Nel novembre del 2004, nonostante la condanna pendente, i giudici del tribunale di sorveglianza di Palermo decisero di concedere a Izzo la semilibertà; costui cominciò a beneficiarne a partire dal 27 dicembre. Una volta in libertà, il 28 aprile 2005, rapì e uccise con un complice due donne, Maria Carmela Linciano (49 anni) e Valentina Maiorano (14 anni), rispettivamente moglie e figlia di Giovanni Maiorano, un pentito della Sacra Corona Unita che Izzo conobbe in carcere a Campobasso, condannato all'ergastolo per aver decapitato nel 1990 il 17enne Cristiano Mazzeo a causa di debiti di droga.
Le vittime furono legate e soffocate e infine sepolte nel cortile di una villetta a Mirabello Sannitico (CB), nella disponibilità della famiglia di Guido Palladino, segretario della associazione "Città futura". Fu accertato, dopo vari esami autoptici, che la ragazza non subì violenza sessuale. Questo nuovo fatto di sangue scatenò in Italia roventi polemiche. Il 12 gennaio 2007 Izzo fu di nuovo condannato all'ergastolo per duplice omicidio premeditato, condanna confermata anche in appello.
Donatella Colasanti, in occasione dell'omicidio della famiglia Maiorano, affermò che qualcuno avrebbe dovuto assolutamente pagare per aver permesso a Izzo la semilibertà. 
Donatella morì il 30 dicembre 2005, all'età di 47 anni, a Roma per un tumore al seno, ancora duramente sconvolta per la violenza subita trenta anni prima. Avrebbe voluto assistere al nuovo processo contro Izzo. Le sue ultime parole furono "Battiamoci per la verità".
L'11 aprile 2008, dopo ulteriori 14 anni di carcere, Guido fu affidato ai servizi sociali: il 25 agosto 2009, fruendo di uno sconto di pena grazie all'indulto, fu rimesso in libertà. 
Letizia, sorella di Rosaria, reagì negativamente a tale circostanza, lamentando in particolare i lunghi periodi di latitanza all'estero di Guido, l'assenza di segni di pentimento da parte sua e non giudicando sufficientemente rigoroso il suo regime di detenzione.
Nel 2020 la casa di Donatella Colasanti è divenuta un centro antiviolenza.

## Nella cultura di massa

### Cinema
- I violenti di Roma bene, regia di Sergio Grieco e Massimo Felisatti (1976)
- I ragazzi della Roma violenta, regia di Renato Savino (1976)
- La scuola cattolica, regia di Stefano Mordini (2021)

### Televisione
- La donna che ritorna, regia di Gianni Lepre - miniserie TV, 4 episodi (2011)
- Circeo, regia di Andrea Molaioli - miniserie TV, 6 episodi (2022)